# バラード第4番 (ショパン)
バラード第4番（バラードだいよんばん）ヘ短調 作品52は、フレデリック・ショパンが作曲した4曲のバラード中最後に作曲されたもの。彼の作曲技法が尽くされている。ショパンの作品のなかでも特に演奏困難とされる作品の一つであり、彼のピアノ作品の中でも傑作の一つとして数えられる。
ショパンの弟子であったシャーロット・ド・ロスチャイルド夫人（Charlotte de Rothschild）に献呈されている。

## 概要
作曲は1842年（作曲者32歳）。この時期のショパンは、夏はノアンのジョルジュ・サンドの生家で過ごす生活を続けており、サンドとの関係も良好で、円熟期の作品を数多く生み出していた。この曲が作曲された年は、幼少期の恩師ジヴニーやワルシャワ時代の親友マトゥシンスキが他界するなどの不幸があったが、作曲の方面では、英雄ポロネーズ作品53、スケルツォ第4番作品54などの大規模な傑作を生み出し、創作面では絶頂期を迎えた。この年以降、彼の作品数は減少の傾向を見せるようになる。

## 構成

バラード第4番の冒頭部分

ヘ短調、曲は協奏風ソナタ形式、変奏曲形式、ロンド形式を組み合わせた構成である。晩年のショパンに特有の同じ指を黒鍵から白鍵へと滑らす技法が随所に用いられている。

### 序奏
曲はハ長調の序奏でゆっくりと穏やかに開始し、終止和音が主調の属和音となっている。

### 第1主題
第1主題（ヘ短調）は序奏と同様にアンダンテで2度奏される。それぞれに同じ動機が2度繰り返され、後の再現部に向けた布石となっている。続く変ト長調の経過的なメロディーは、第1主題動機の後半部の影であり、提示部の延長となっている。3度目に現れる第1主題では後半ダイナミックな展開を見せたのち静寂に戻って第2主題に続く。

### 第2主題
第2主題（変ロ長調）は和音主体のコラール風に静かにゆっくりと奏される。この主題の後、ト短調の経過句と軽やかな展開を経た後、序奏の旋律がイ長調で奏され、カデンツァをはさんで第1主題がニ短調（主調の3度下）で再現する。

### 再現部
第1主題はカノン風に変奏され、調を変えながら2回動機が奏されて主調に戻る。続いて第1主題が不揃いな連符の速い動きで変奏された後、第2主題が変ニ長調で再現する。再現部では第2主題は低音部の上昇音階を用いてダイナミックに変貌している。スタッカートで連続する和音がストレットで奏され、曲がクライマックスに達した後、動きは一旦止まる。コラール風の荘重な和音が5回奏でられ、最後の和音がそのままコーダへの属和音となっている。

### コーダ
コーダは主調のヘ短調で終始フォルテで急速に奏され、右手に半音階三度を中心とする高度な演奏技巧を要する。
最後はユニゾンで下降した後4つの和音の強打で曲をしめくくる。最後の4つの和音のうちの2番目の和音は、主音（ファ）の2度上の音（ソ）をルートとしたディミニッシュ3和音（ソ・シ♭・レ♭）に短7度の音（ファ）を付加したもので、ショパンが生涯好んだ和音である。